# Franken (gebied)

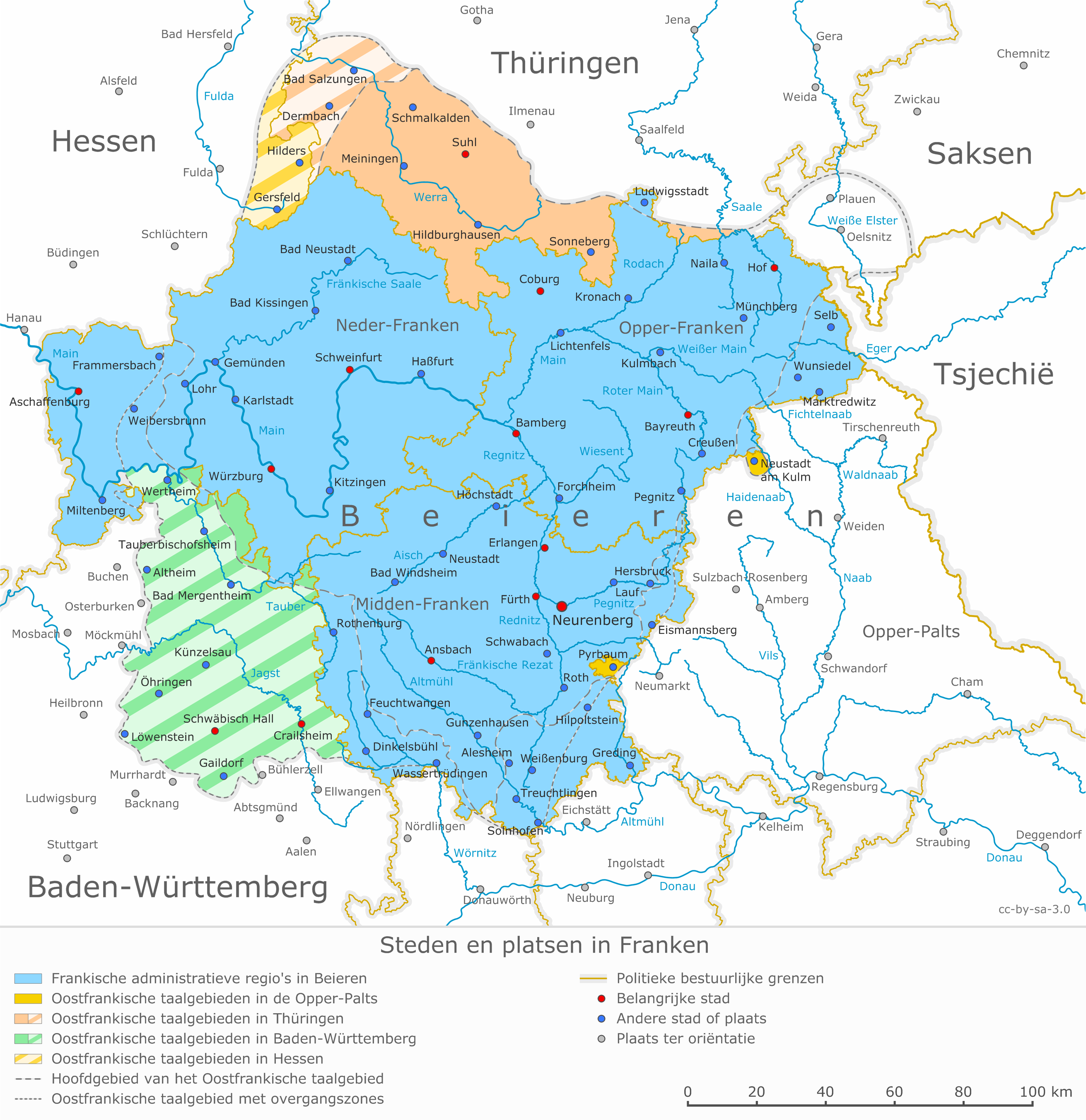
Kaart van het moderne Franken

Met het gebied van de Franken wordt het gebied van het oude stamhertogdom Franken bedoeld. In het Duits en het Nederlands spreekt men van Franken. In andere talen zegt men Franconia, Franconie of Frankonie. Vandaar dat men soms ook in het Nederlands Franconië tegenkomt.

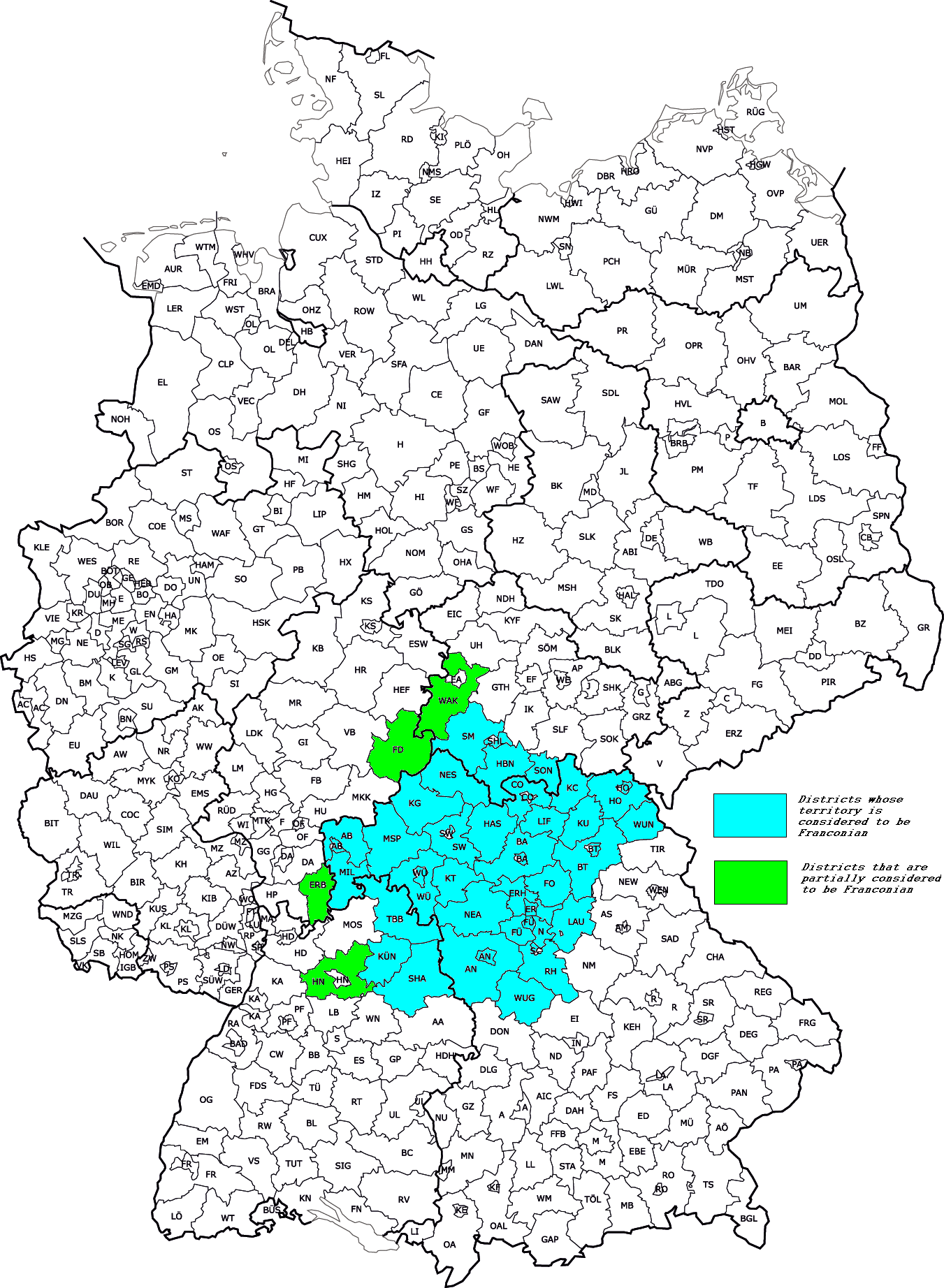

De regio is bestuurlijk geen eenheid. Het grootste deel van het gebied van de Franken is gelegen in Beieren:
- Neder-Franken of Unterfranken
- Middel-Franken of Mittelfranken
- Opper-Franken of Oberfranken

Daarnaast wordt ook de regio Heilbronn-Franken, in Baden-Württemberg en het zuidelijke deel van de deelstaat Thüringen, tot Franken gerekend. Met name in de drie Frankische Regierungsbezirke in Beieren zijn er groepen die streven naar een eigen deelstaat Franken in de Bondsrepubliek Duitsland. In 1989/90 werd hiervoor door de Fränkische Bund een petitie georganiseerd, maar tot de stichting kwam het uiteindelijk toch niet, hoewel de Duitse Grondwet hiervoor wel een wettelijke basis bood.